# Laura Vana
Laura Vana (* 9. Oktober 1990 in Pärnu) ist eine estnische Badmintonspielerin. 

## Karriere
Laura Vana gewann in Estland vier Juniorentitel und schon in dieser Zeit als Juniorin ihre ersten Medaillen bei den Erwachsenen. Ihren ersten Titel gewann sie 2010 im Damendoppel mit Karoliine Hõim, welchen sie 2011 verteidigen konnte.

## Sportliche Erfolge
| Saison | Veranstaltung                               | Disziplin   | Platz | Name                           |
| ------ | ------------------------------------------- | ----------- | ----- | ------------------------------ |
| 2007   | Estland: Einzelmeisterschaften der Junioren | Damendoppel | 1     | Laura Vana / Karoliine Hõim    |
| 2008   | Estland: Einzelmeisterschaften der Junioren | Mixed       | 1     | Kristjan Täherand / Laura Vana |
| 2008   | Estland: Einzelmeisterschaften der Junioren | Damendoppel | 1     | Laura Vana / Karoliine Hõim    |
| 2007   | Estland: Einzelmeisterschaften              | Damendoppel | 2     | Laura Vana / Karoliine Hõim    |
| 2008   | Estland: Einzelmeisterschaften              | Dameneinzel | 2     | Laura Vana                     |
| 2008   | Estland: Einzelmeisterschaften              | Damendoppel | 2     | Laura Vana / Karoliine Hõim    |
| 2009   | Estland: Einzelmeisterschaften der Junioren | Dameneinzel | 1     | Laura Vana                     |
| 2009   | Estland: Einzelmeisterschaften              | Dameneinzel | 2     | Laura Vana                     |
| 2009   | Estland: Einzelmeisterschaften              | Mixed       | 2     | Raul Must / Laura Vana         |
| 2010   | Estland: Einzelmeisterschaften              | Dameneinzel | 2     | Laura Vana                     |
| 2010   | Estland: Einzelmeisterschaften              | Damendoppel | 1     | Laura Vana / Karoliine Hõim    |
| 2011   | Estland: Einzelmeisterschaften              | Dameneinzel | 2     | Laura Vana                     |
| 2011   | Estland: Einzelmeisterschaften              | Damendoppel | 1     | Laura Vana / Karoliine Hõim    |
| 2012   | Estland: Einzelmeisterschaften              | Dameneinzel | 2     | Laura Vana                     |
| 2012   | Estland: Einzelmeisterschaften              | Damendoppel | 1     | Kati Tolmoff / Laura Vana      |
| 2013   | Estland:Einzelmeisterschaften               | Damendoppel | 1     | Karoliine Hõim / Laura Vana    |